# Zwiastowanie Pańskie

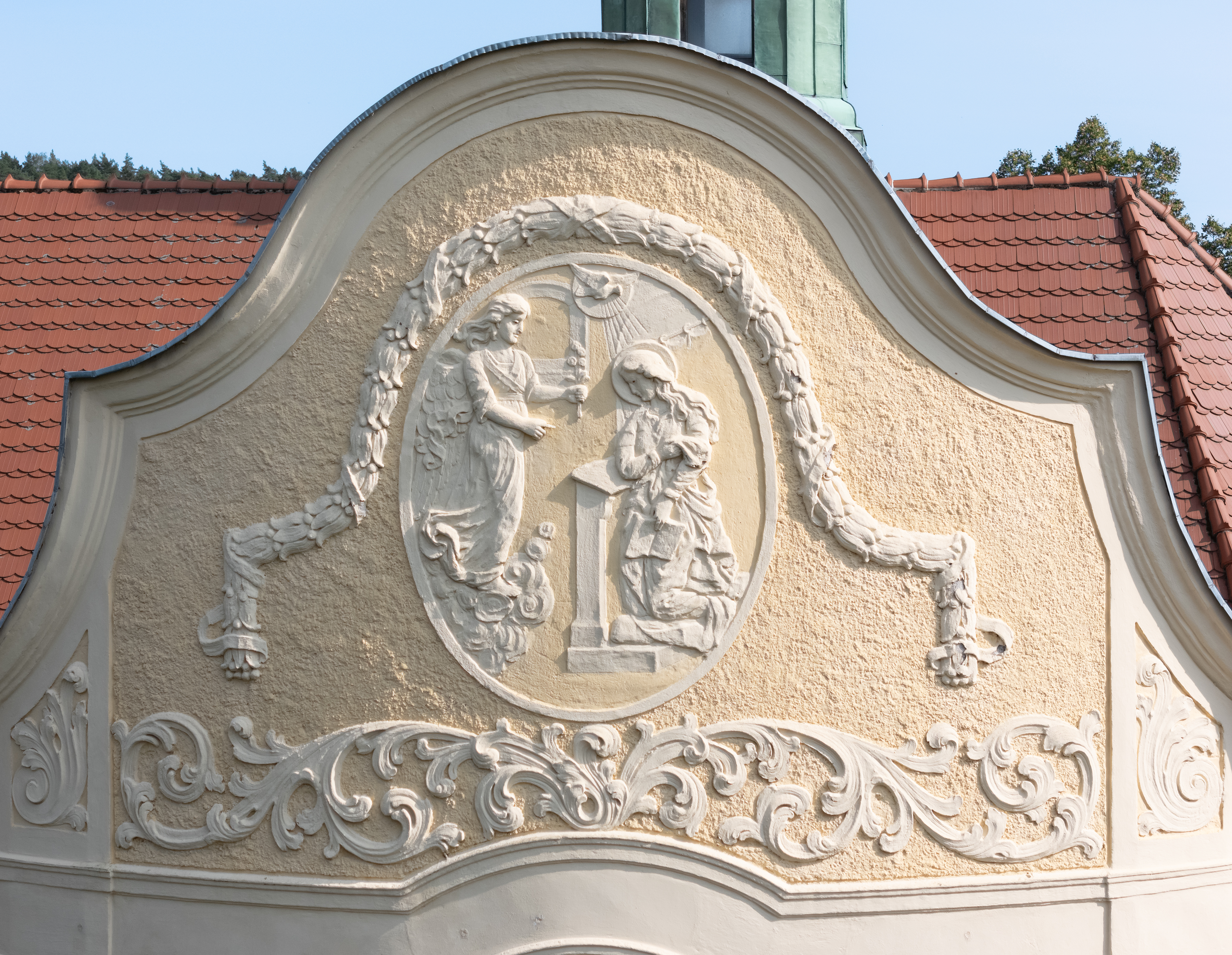
Scena zwiastowania – Kościół Wniebowzięcia Najświętszej Maryi Panny w Polanicy-Zdroju

Zwiastowanie Pańskie, Zwiastowanie Bogurodzicy (łac. Annuntiatio Domini, gr. Εὐαγγελισμός τῆς Θεοτόκου) – wydarzenie opisane w Ewangelii Łukasza. Według tego tekstu Maria z Nazaretu doświadczyła objawienia – Anioł Gabriel powiedział jej, że będzie matką Jezusa Chrystusa, Syna Bożego.
Opis zwiastowania wywarł wpływ na religię chrześcijańską i sztukę. Niektóre wyznania upamiętniają to wydarzenie przez:
- święto, opisane niżej;
- modlitwy jak „Bogurodzico Dziewico”, „Zdrowaś Maryjo”[3] i „Anioł Pański”[4]. Zwiastowanie jest też wspominane w modlitwie różańcowej[5];
- nazwy (wezwania) świątyń i parafii.

Modlitwy wspominające zwiastowanie były inspiracją m.in. dla dzieł muzycznych. Ich przykładowe tytuły to Ave Maria (łac. Zdrowaś Maryjo) lub Angelus (łac. Anioł).

## Dzień obchodów

### Katolicyzm
Uroczystość liturgiczna Zwiastowania Pańskiego w Kościele katolickim obchodzona jest 25 marca, na 9 miesięcy przed uroczystością Bożego Narodzenia. Tego dnia czci się tajemnicę wcielenia Syna Bożego.
Jeżeli dzień ten wypada w niedzielę, w Wielkim Tygodniu lub w oktawie Wielkanocy, obchody święta przekładane są na najbliższy zwykły dzień. W Anglii (nazywane Lady Day) i brytyjskich koloniach do 1752 Święto Zwiastowania było początkiem nowego roku urzędowego.

### Prawosławie
Cerkiew prawosławna świętuje Zwiastowanie Bogurodzicy 7 kwietnia. Jest jednym z 12 głównych świąt obchodzonych przez wyznawców prawosławia.